# Canadiana.org
Canadiana.org est un organisme sans but lucratif voué à la préservation et à la mise en ligne du patrimoine culturel canadien. Il s'est d'abord appelé Institut canadien de microreproductions historiques.

## Présentation
L'Institut canadien de microreproductions historiques (ICMH) a été créé en 1978 par le Conseil des arts du Canada avec mandat de préserver les anciennes collections pour les générations futures et d'en faciliter l'accès. Les microfilms originaux étaient gardés à Bibliothèque et Archives Canada et des copies en étaient faites pour les bibliothèques de recherche du Canada. Vers la fin des années 1990, la collection était disponible dans 85 bibliothèques et était consultée par 100 000 chercheurs par an.
Lors de son lancement, Canadiana.org comprenait un Portail découverte, consistant en une plateforme de recherche constituée par la collecte des métadonnées de catalogage provenant des principales bibliothèques numériques du Canada . Le portail convertissait en un format unique les divers types de métadonnées, permettant ainsi aux usagers de faire des recherches dans 60 millions de pages de patrimoine culturel détenu par 33 bibliothèques de recherche, centres d'archives et musées au Canada.
Les ouvrages scannés proviennent des bibliothèques du Canada ainsi que de quelques bibliothèques des États-Unis et de la Bibliothèque du Parlement. Leur repérage a nécessité la collaboration de nombreux chercheurs spécialisés dans le domaine.
Un des plus grands contributeurs a été l'université de Toronto. Présenté comme «Google de l'histoire canadienne», le portail se distinguait des plateformes universitaires habituelles par une interface simplifiée, susceptible d'intéresser un usager non universitaire.
Le 1er avril 2018, Canadiana.org a fusionné avec le Réseau canadien de documentation pour la recherche (RCDR), un regroupement sans but lucratif de 75 universités canadiennes, fournissant depuis 2006 des services d'abonnement en ligne à des données du patrimoine culturel canadien.
À la date du 1er janvier 2019, Canadiana.org fournissait un accès gratuit à une importante collection de textes historiques sur le Canada, comprenant des livres, des magazines et des documents gouvernementaux.